# Sybase Open 2001
Il Sybase Open Open 2001 è stato un torneo di tennis giocato sul cemento indoor. È stata la 113ª edizione del Pacific Coast Championships, che fa parte della categoria International Series nell'ambito dell'ATP Tour 2001. Si è giocato nell'HP Pavilion di San Jose negli Stati Uniti, dal 26 febbraio al 4 marzo 2001.

## Campioni

### Singolare
Greg Rusedski ha battuto in finale  Andre Agassi con il punteggio di 6–3, 6–4

### Doppio
Mark Knowles /  Brian MacPhie hanno battuto in finale  Jan-Michael Gambill /  Jonathan Stark con il punteggio di 6–3, 7–6(7-4)